# Благосостояние (пенсионный фонд)
«Благосостояние» — российский негосударственный пенсионный фонд, исключительным видом деятельности которого является негосударственное пенсионное обеспечение.

## История
Фонд был создан в 1996 году.
В 1999 году коллегия министерства путей сообщения Российской Федерации утвердила НПФ «Благосостояние» в качестве уполномоченного негосударственного пенсионного фонда для работников железнодорожной отрасли. Фонд начал реализацию корпоративной системы негосударственного пенсионного обеспечения для предприятий и организаций сферы железнодорожного транспорта.

## Описание
Официальное название — акционерное общество «НПФ „Благосостояние“». Региональная сеть фонда представлена 70 отделениями, которые обслуживают клиентов по единым корпоративным стандартам. Фонд обслуживает корпоративные пенсионные программы крупных российских компаний и выплачивает негосударственные пенсии гражданам.
Занимает первое место среди НПФ по количеству пенсионеров и объему пенсионных резервов под управлением. По данным Центрального банка России за первое полугодие 2023 года, активы фонда составляли 541,5 млрд рублей, а пенсионные резервы равнялись 456,9 млрд рублей. Количество клиентов фонда на 1 июля 2023 года — 1,3 млн человек, количество получателей пенсии — 384 тыс. человек.
НПФ «Благосостояние» является участником государственной системы гарантирования прав клиентов НПФ.